# Nederkalix församling
Nederkalix församling var en församling i Norra Norrbottens kontrakt i Luleå stift. Församlingen låg i Kalix kommun i Norrbottens län och ingick i Kalix pastorat. Församlingen uppgick 2018 i Kalix församling. 

## Administrativ historik
Församlingen bildades på 1400-talet genom en utbrytning ur Luleå församling. 1637 utbröts Överkalix församling och 1644 namnändrades församlingen till det nuvarande från det ursprungliga Kalix församling. 1 maj 1909 utbröts Töre församling. 
Församlingskod var 251401.

### Pastorat
- 1400-talet till 1637: Eget pastorat.
- 1637 till 18 april 1644: Moderförsamling i pastoratet Nederkalix och Överkalix.
- 18 april 1644 till 2014: Eget pastorat.
- 1 januari 2014-31 december 2017: Kalix pastorat.[4]

På 1880-talet var Nederkalix ett konsistoriellt pastorat av första klassen. Pastorats uppdelning på klasser upphörde genom lagen angående tillsättning av präster den 26 oktober 1883 och systemet med konsistoriella pastorat avskaffades genom 1910 års prästvallag.

## Befolkningsutveckling
| Befolkningsutvecklingen i Nederkalix församling 1805–2015 | Befolkningsutvecklingen i Nederkalix församling 1805–2015 | Befolkningsutvecklingen i Nederkalix församling 1805–2015 | Befolkningsutvecklingen i Nederkalix församling 1805–2015 | Befolkningsutvecklingen i Nederkalix församling 1805–2015 |
| --- | --------------------------------------------------------- | --------------------------------------------------------- | --------------------------------------------------------- | --------------------------------------------------------- |
| |                                                           |                                                           |                                                           |                                                           |
| År |                                                           |                                                           | Folkmängd                                                 |                                                           |
| 1805 | 1805                                                      |                                                           | 3 497                                                     |                                                           |
| 1810 | 1810                                                      |                                                           | 3 473                                                     |                                                           |
| 1820 | 1820                                                      |                                                           | 3 910                                                     |                                                           |
| 1830 | 1830                                                      |                                                           | 4 384                                                     |                                                           |
| 1840 | 1840                                                      |                                                           | 4 961                                                     |                                                           |
| 1850 | 1850                                                      |                                                           | 6 012                                                     |                                                           |
| 1860 | 1860                                                      |                                                           | 6 969                                                     |                                                           |
| 1870 | 1870                                                      |                                                           | 7 522                                                     |                                                           |
| 1880 | 1880                                                      |                                                           | 9 419                                                     |                                                           |
| 1890 | 1890                                                      |                                                           | 11 090                                                    |                                                           |
| 1900 | 1900                                                      |                                                           | 12 946                                                    |                                                           |
| 1910 | 1910                                                      |                                                           | 10 952                                                    |                                                           |
| 1920 | 1920                                                      |                                                           | 11 991                                                    |                                                           |
| 1930 | 1930                                                      |                                                           | 13 460                                                    |                                                           |
| 1935 | 1935                                                      |                                                           | 14 074                                                    |                                                           |
| 1940 | 1940                                                      |                                                           | 14 459                                                    |                                                           |
| 1945 | 1945                                                      |                                                           | 14 794                                                    |                                                           |
| 1950 | 1950                                                      |                                                           | 14 861                                                    |                                                           |
| 1955 | 1955                                                      |                                                           | 15 220                                                    |                                                           |
| 1960 | 1960                                                      |                                                           | 15 216                                                    |                                                           |
| 1965 | 1965                                                      |                                                           | 14 589                                                    |                                                           |
| 1970 | 1970                                                      |                                                           | 15 089                                                    |                                                           |
| 1975 | 1975                                                      |                                                           | 15 800                                                    |                                                           |
| 1980 | 1980                                                      |                                                           | 16 568                                                    |                                                           |
| 1985 | 1985                                                      |                                                           | 16 438                                                    |                                                           |
| 1990 | 1990                                                      |                                                           | 16 394                                                    |                                                           |
| 1995 | 1995                                                      |                                                           | 16 172                                                    |                                                           |
| 2000 | 2000                                                      |                                                           | 15 466                                                    |                                                           |
| 2005 | 2005                                                      |                                                           | 15 129                                                    |                                                           |
| 2010 | 2010                                                      |                                                           | 14 580                                                    |                                                           |
| 2015 | 2015                                                      |                                                           | 14 200                                                    |                                                           |
| Anm: Töre församling utbruten 1 maj 1909. För åren 1805-1945: befolkning enligt folkräkning 31 december enligt den administrativa indelningen den 1 januari följande år. 1950 avser befolkning enligt folkräkning den 31 december enligt den administrativa indelningen den 1 januari 1952. 1955 avser den kyrkobokförda befolkningen den 31 december enligt den administrativa indelningen den 1 januari följande år. 1960, 1965 och 1970 avser befolkning enligt folkräkning den 1 november enligt den administrativa indelningen den 1 januari följande år. För åren 1975-2015: befolkning enligt 31 december enligt den administrativa indelningen den 1 januari följande år. Sedan 1 januari 2016 sker inte folkbokföring per församling och därmed kan det hända att vissa personer inte ingår i församlingens folkmängd då de är skrivna på de fiktiva fastigheten På kommunen skriven som inte delas upp på församlingsnivå då de inte kunnat folkbokföras på en särskild befintlig fastighet. Den totala befolkningen i Sveriges församlingar är därför lägre än hela rikets befolkning. |                                                           |                                                           |                                                           |                                                           |

## Kyrkoherdar
| Ämbetstid | Namn                   | Levnadstid | Övrigt          |
| --------- | ---------------------- | ---------- | --------------- |
| 1499      | Ericus                 |            |                 |
|           | Paul                   |            |                 |
| 1549–1566 | Erich Olsson           |            |                 |
| 1570–1591 | Oluf Jonae             |            |                 |
| 1592–1629 | Birgerus Erici         | –1631      |                 |
| 1629–1656 | Ericus Birgeri         |            |                 |
| 1656–1689 | Lars Calicius          | 1610–1689  |                 |
| 1689–1699 | Lars Calicius          | 1643–1699  |                 |
| 1701–1714 | Carl Erici Wänman      | 1659–1714  |                 |
| 1715–1738 | Hans Walltier          | 1680–1738  |                 |
| 1739–1759 | Olof Gran              | 1688–1759  |                 |
| 1760–1777 | Erik Sylvin            | 1708–1777  |                 |
| 1779–1804 | Olof Örnberg           | 1724–1804  |                 |
| 1806–1808 | Erik Grape             | 1755–1808  |                 |
| 1810–1831 | Johan Abraham Schmaltz | 1759–1831  |                 |
| 1833–1852 | Carl Eurenius          | 1788–1852  |                 |
| 1853      | Olof Dahlström         | 1814–1853  |                 |
| 1854–1883 | Olof Wiklund           | 1809–1883  | Kontraktsprost. |
| 1886–1907 | Olof Lindforss         | 1834–1907  |                 |

## Kyrkor
- Kalix kyrka
- Sangis kyrka